# Hemerobius eatoni
Hemerobius eatoni is een insect uit de familie van de bruine gaasvliegen (Hemerobiidae), die tot de orde netvleugeligen (Neuroptera) behoort. 
Hemerobius eatoni is voor het eerst wetenschappelijk beschreven door Morton in 1906.